# Chemin Grenier
Chemin Grenier är en ort i Mauritius.   Den ligger i distriktet Savanne, i den sydvästra delen av landet, 40 km söder om huvudstaden Port Louis. Chemin Grenier ligger 74 meter över havet och antalet invånare är 12 457. Den ligger på ön Mauritius.
Terrängen runt Chemin Grenier är kuperad norrut, men söderut är den platt. Havet är nära Chemin Grenier åt sydväst.  Närmaste större samhälle är Curepipe, 20,0 km norr om Chemin Grenier. 